# Aname comosa
Aname comosa is een spinnensoort uit de familie Anamidae.
Aname comosa werd in 1918 beschreven door Rainbow & Pulleine.